# Vincent Persichetti
Vincent Ludwig Persichetti (* 6. Juni 1915 in Philadelphia; † 14. August 1987 in Philadelphia) war ein US-amerikanischer Komponist, Musikpädagoge und Dirigent.

## Leben
Bereits mit fünf Jahren erhielt er Klavierunterricht. Etwas später lernte er Orgel, Kontrabass und Tuba sowie Musiktheorie und Komposition. Mit elf Jahren nahm er Möglichkeiten in Anspruch, seine eigene musikalische Ausbildung und Spielweise zu verbessern. Mit 16 Jahren wurde er Organist und Chorleiter der Arch Street Presbyterian Church in Philadelphia und hatte diese Position für etwa 20 Jahre inne. Er besuchte das Combs College of Music und studierte dort bei Russell King Miller Komposition. Im Alter von 20 Jahren war er gleichzeitig und nebeneinander Leiter der Klasse für Musiktheorie und Komposition am Combs College of Music, studierte Dirigieren bei Fritz Reiner am Curtis Institute of Music sowie Klavier bei Olga Samaroff-Stokowski am Philadelphia Conservatory. Ferner vervollständigte er seine Kompositionstudien bei Paul Nordoff und Roy Harris.
Von 1941 bis 1947 war Professor am Philadelphia Conservatory und leitete den Bereich Komposition. 1947 wechselte er zur Juilliard School of Music in New York City, deren Kompositions-Abteilung er ab 1963 leitete. Als Gastprofessor wirkte er auch an Universitäten in Großbritannien und Japan.
Er galt als großer Orgel-Interpret und Improvisator. Er schuf 9 Orgelwerke ebenso wie 9 Cembalo-Werke. Seine Kompositionen ebenso wie seine musikschriftstellerischen Werke fanden weltweit Beachtung. Seine Kompositionen wurden mit zahlreichen nationalen und internationalen Preisen und Auszeichnungen versehen. 1965 wurde er in die American Academy of Arts and Letters gewählt.

## Werke

### Werke für Orchester
- 1941 Concertino for Piano and Orchestra opus 16
- 1942 Symphony No. 1 opus 18
- 1942 Symphony No. 2 opus 19
- 1942 Dance Overture opus 20
- 1943 Fables for Narrator and Orchestra opus 23
- 1946 Symphony No. 3 opus 30
- 1946 The Hollow Men opus 25, für Trompete und Streichorchester
- 1950 Serenade No. 5 opus 43
- 1950 Fairy Tale opus 48
- 1951 Symphony No. 4 opus 51
- 1953 Symphony for Strings (Symphony No. 5) opus 61
- 1958 Symphony No. 7 (Liturgical) opus 80
- 1963 Stabat Mater opus 92, für Chor und Orchester
- 1963 Te Deum opus 93, für Chor und Orchester
- 1964 Concerto for Piano and Orchestra opus 90
- 1964 Introit for Strings opue 96
- 1967 Symphony No. 8 opus 106
- 1970 The Creation opus 111 für Sopran, Alt, Tenor, Bass, gemischter Chor und Orchester
- 1970 Night Dances opus 114
- 1971 Sinfonia: Janiculum (Symphony No. 9) opus 113
- 1977 Concerto for English Horn and String Orchestra opus 137
- 1983 Flower Songs (Cantata No. 6) opus 157, für gemischten Chor und Streichorchester

### Werke für Blasorchester
- 1950 Divertimento for Band opus 42
  1. Prologue
  2. Song
  3. Dance
  4. Burlesque
  5. Soliloquy
  6. March
- 1952 Psalm for Band opus 53
- 1953 Pageant for Band opus 59
- 1956 Symphony for Band (Symphony No. 6) opus 69
  1. Introduction – Allegro
  2. Slowly (based on: Round me Falls the Night from Hymns and Responses for the Church Year)
  3. Dance
  4. Finale
- 1960 Serenade No. 11 opus 85 for Band
- 1961 Bagatelles for Band opus 87
  1. Vivace
  2. Allegretto
  3. Andante sustenuto
  4. Allegro con spirito
- 1962 Chorale Prelude: So Pure the Star opus 91
- 1965 Masquerade for Band opus 102, Thema und zehn Variationen
- 1966 Celebrations opus 103, Cantata No. 3, für Chor und Blasorchester
  1. There is That in Me
  2. A Clear Midnight
  3. Sing Me the Universal
  4. I Sing the Body Electric
  5. Stranger
  6. I Celebrate Myself
- 1967 Chorale Prelude: Turn Not Thy Face opus 105
- 1971 O Cool is the Valley opus 118, Poem for Band
- 1972 Parable IX opus 121 for Band
- 1973 A Lincoln Address opus 124A für Sprecher und Blasorchester
- 1984 Chorale Prelude: O God Unseen opus 160

### Chormusik
- 1940 Magnificat and Nunc Dimittis opus 8 für gemischten Chor und Klavier
- 1957 Seek the Highest opus 78 für Chor (SAB) und Klavier
- 1959 Song of Peace opus 82 für Männerchor und Klavier
- 1960 Mass opus 84 für gemischten Chor
- 1963 Spring Cantata (Cantata No. 1) opus 94, für Frauenchor und Klavier
- 1964 Winter Cantata (Cantata No. 2) opus 97, für Frauenchor, Flöte und Marimbaphon
- 1966 Celebrations opus 103, Cantata No. 3 für Chor und Blasorchester
  1. There is That in Me
  2. A Clear Midnight
  3. Sing Me the Universal
  4. I Sing the Body Electric
  5. Stranger
  6. I Celebrate Myself
- 1967 The Pleiades opus 107, für Trompete, gemischten Chor (SATB) und Streichorchester
- 1971 Love opus 116 für Frauenchor(SSAA)
- Hymns and Responses for the Church Year
- Proverb opus 34, für gemischten Chor

### Werke für Tasteninstrumente (Orgel, Cembalo, Klavier)
- 1939 First Piano Sonata opus 3
- 1940 Sonatine for Organ Pedals Alone, opus 11
- 1949 Fourth Piano Sonata opus 36
- 1949 Fifth Piano Sonata opus 37
- 1950 Eighth Piano Sonata opus 41
- 1951 First Harpsichord Sonata opus 52
- 1952 Ninth Piano Sonata opus 58
- 1960 Sonata for Organ opus 86, für Orgel
- 1962 Shimah B’Koli (Psalm 130) opus 89, für Orgel
- 1971 Parable VI opus 117, für Orgel
- 1975 Parable XIX opus 134, für Klavier
- 1977 Auden Variations opus 136, für Orgel
- 1978 Little Mirror Book für Klavier, opus 139
- 1978 Four Arabesques opus 141, für Klavier
- 1980 Dryden Liturgical Suite opus 144, für Orgel
- 1981 Second Harpsichord Sonata opus 146
- 1981 Song of David opus 148, für Orgel
- 1981 Third Harpsichord Sonata opus 149
- 1982 Fourth Harpsichord Sonata opus 151
- 1982 Fifth Harpsichord Sonata opus 152
- 1982 Parable XXIV opus 153 for Harpsichord
- 1982 Sixth Harpsichord Sonata opus 154
- 1983 Seventh Harpsichord Sonata opus 156
- 1984 Eighth Harpsichord Sonata opus 158
- 1985 Ninth Harpsichord Sonata opus 163
- Appalachian Christmas Carols (After John Jacob Niles) for One Piano, Four Hands
- Concerto for Piano Four Hands, opus 56
- Chorale Prelude: Drop, Drop, Slow Tears opus 104, für Orgel
- Chorale Prelude: Give Peace, O God opus 162, für Orgel
- Do Not Go Gentle opus 132, ausschließlich für das Pedal-Register einer Orgel
- Little Harpsichord Book opus 155
- Serenade No. 15 for Harpsichord opus 159
- Tenth Harpsichord Sonata opus 167

### Kammermusik
- 1929 Serenade No. 1 opus 1 for Ten Wind Instruments (Flöte, Oboe, Klarinette, Fagott, 2 Hörner, 2 Trompeten, Posaune, Tuba)
- 1940 Concertato opus 12 für Klavier und Streich-Quartett
- 1941 Serenade No. 3 opus 17 für Violine, Violoncello und Klavier
- 1945 Serenade No. 4 opus 28 für Violine und Klavier
- 1948 King Lear opus 35, Septett für Holzbläser Quintett, Pauken und Klavier
- 1950 Serenade No. 6 opus 44 für Posaune, Bratsche und Violoncello
- 1957 Serenade No. 10 opus 79 für Flöte und Harfe
- 1960 Infanta Marina opus 83 für Bratsche und Klavier
- 1961 Serenade No. 12 opus 88 für Solo Tuba
- 1963 Serenade No. 13 opus 95 für zwei Klarinetten
- 1965 Parable I opus 100 für Solo Flöte
- 1968 Parable II opus 108 für Blechbläser-Quintett
- 1968 Parable III opus 109 für Solo Oboe
- 1969 Parable IV opus 110 für Solo Fagott
- 1969 Parable V opus 112 für Carillon (Turmglockenspiel)
- 1971 Parable VII opus 119 für Solo Harfe
- 1972 Parable VIII opus 120 für Solo Horn
- 1972 Parable XI opus 123 für Solo Alt-Saxophon
- 1973 Parable XII opus 125 für Solo Piccolo
- 1973 Parable XIII opus 126 für Solo Klarinette
- 1973 Parable XIV opus 127 für Solo Trompete
- 1973 Parable XV opus 128 für Solo Englischhorn
- 1974 Parable XVI opus 130 für Solo Bratsche
- 1974 Parable XVII opus 131 für Solo Kontrabass
- 1975 Parable XVIII opus 133 für Solo Posaune
- 1978 Parable XXI opus 140 für Solo Gitarre
- 1981 Parable XXII opus 147 für Solo Tuba
- 1981 Parable XXIII opus 150 für Violine, Violoncello und Klavier
- 1984 Serenade No. 14 opus 159 für Solo Oboe
- 1986 Parable XXV opus 164 für zwei Trompeten
- Fanfare for Two Trumpets opus 164a
- Serenade No. 9 für Flöte und Alt-Flöte

### Bühnenwerke
- 1976 The Sibyl: A Parable of Chicken Little (Parable XX) opus 135, Oper in einem Akt
  1. Realization
  2. Sky Spell
  3. Wishing